# National Landscape

National Landscapes (vroegere Areas of Outstanding Natural Beauty) in Engeland, Noord-Ierland en Wales

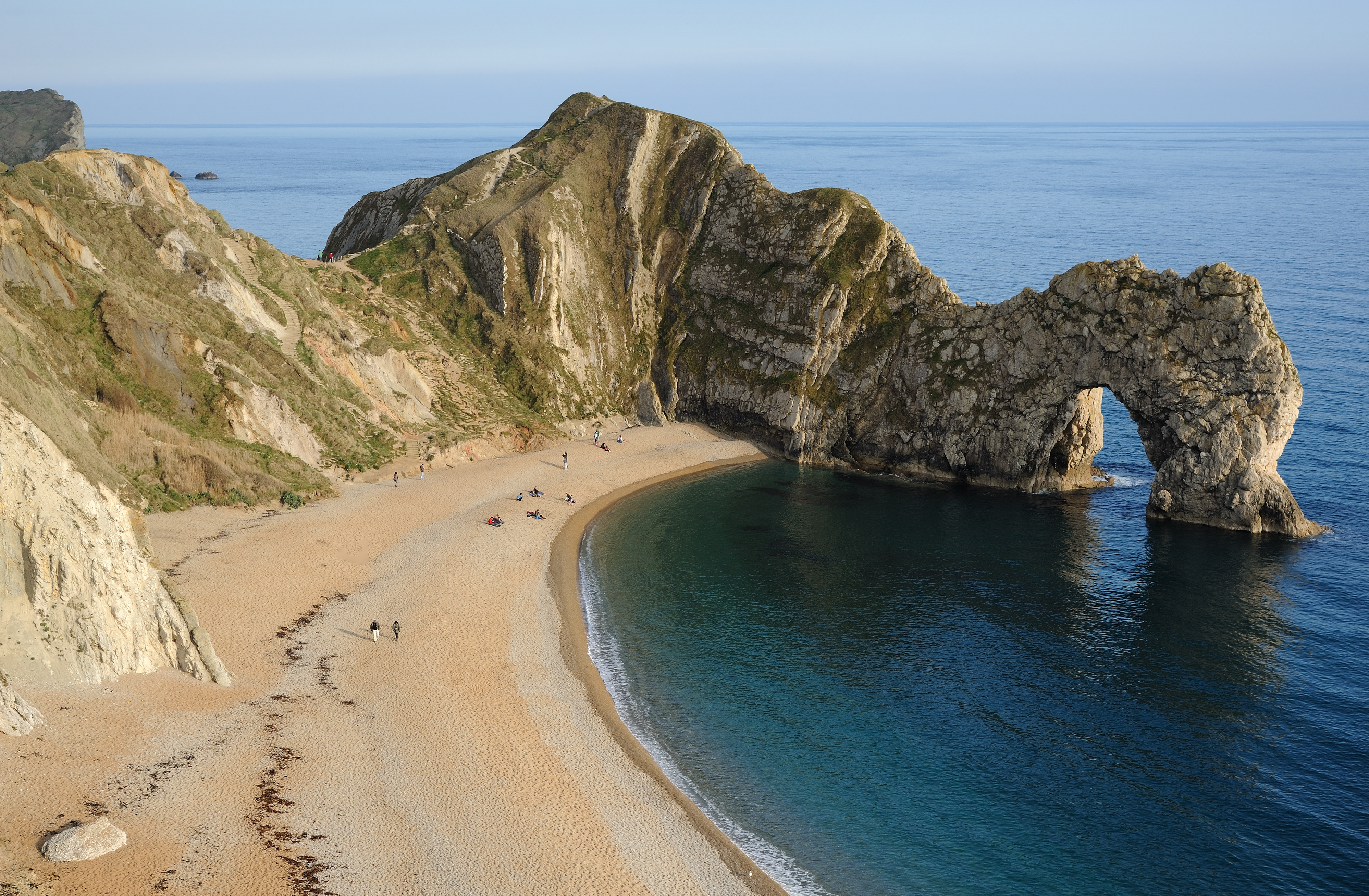
Dorset

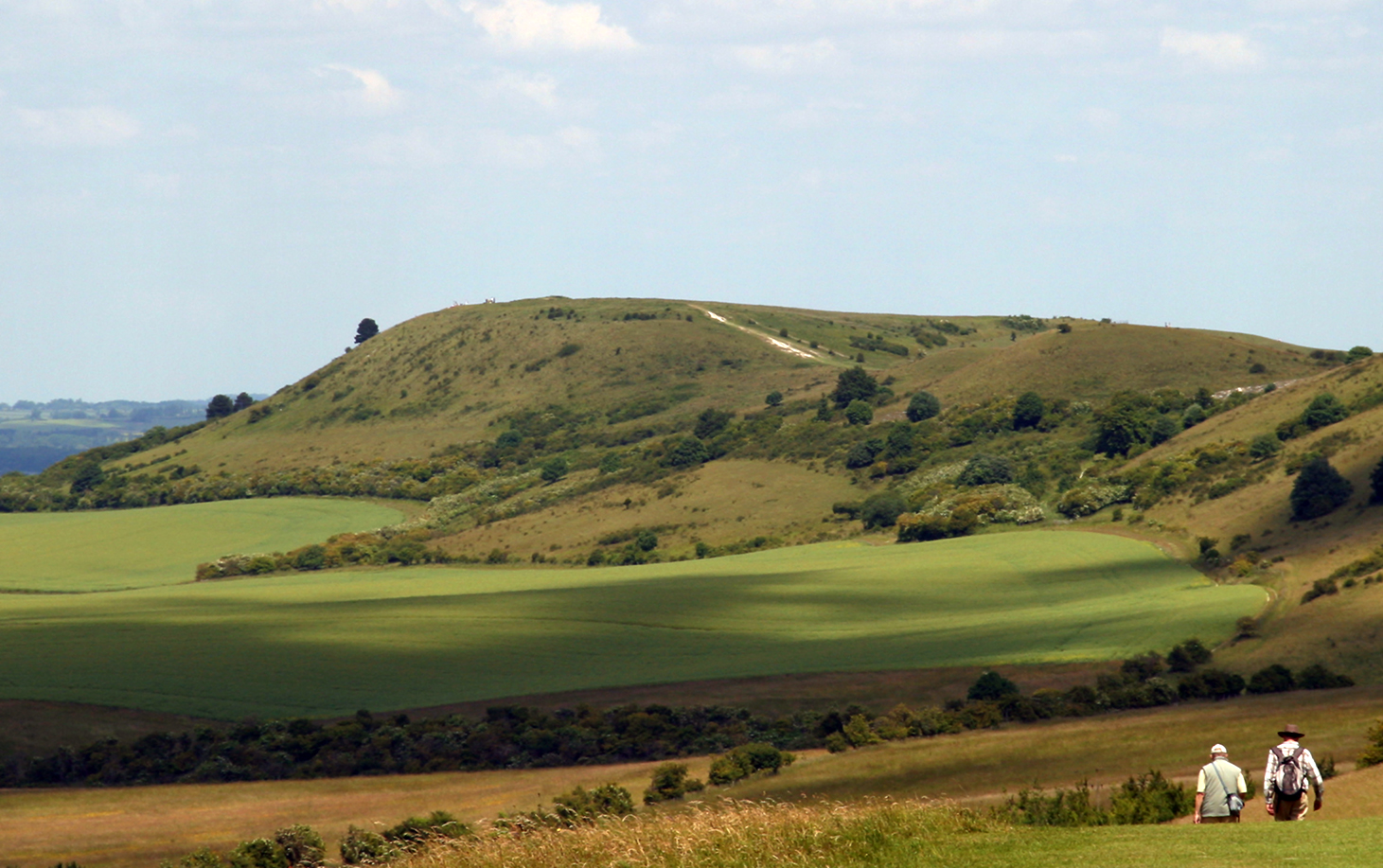
Chilterns

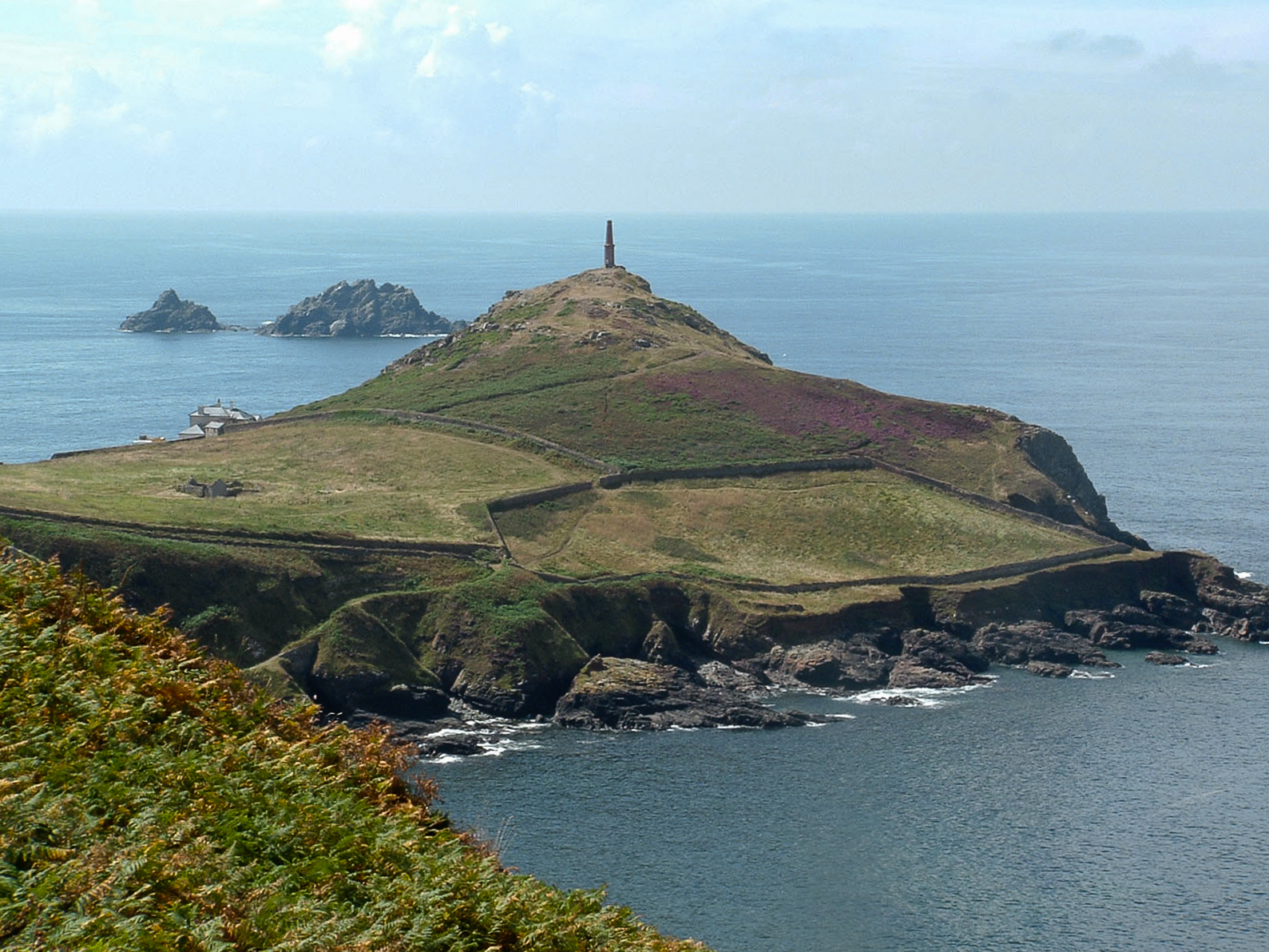
Cornwall

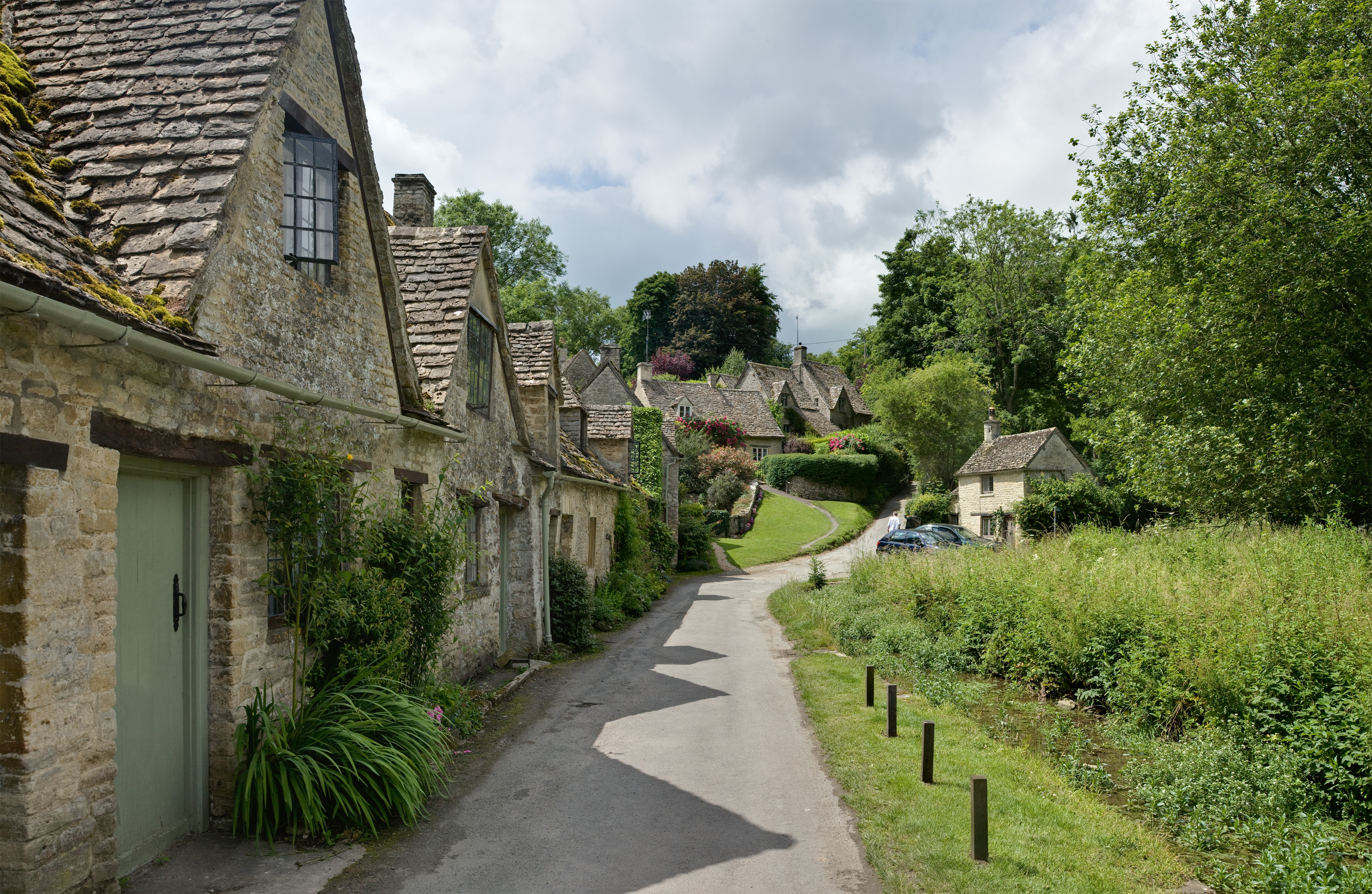
Cotswolds

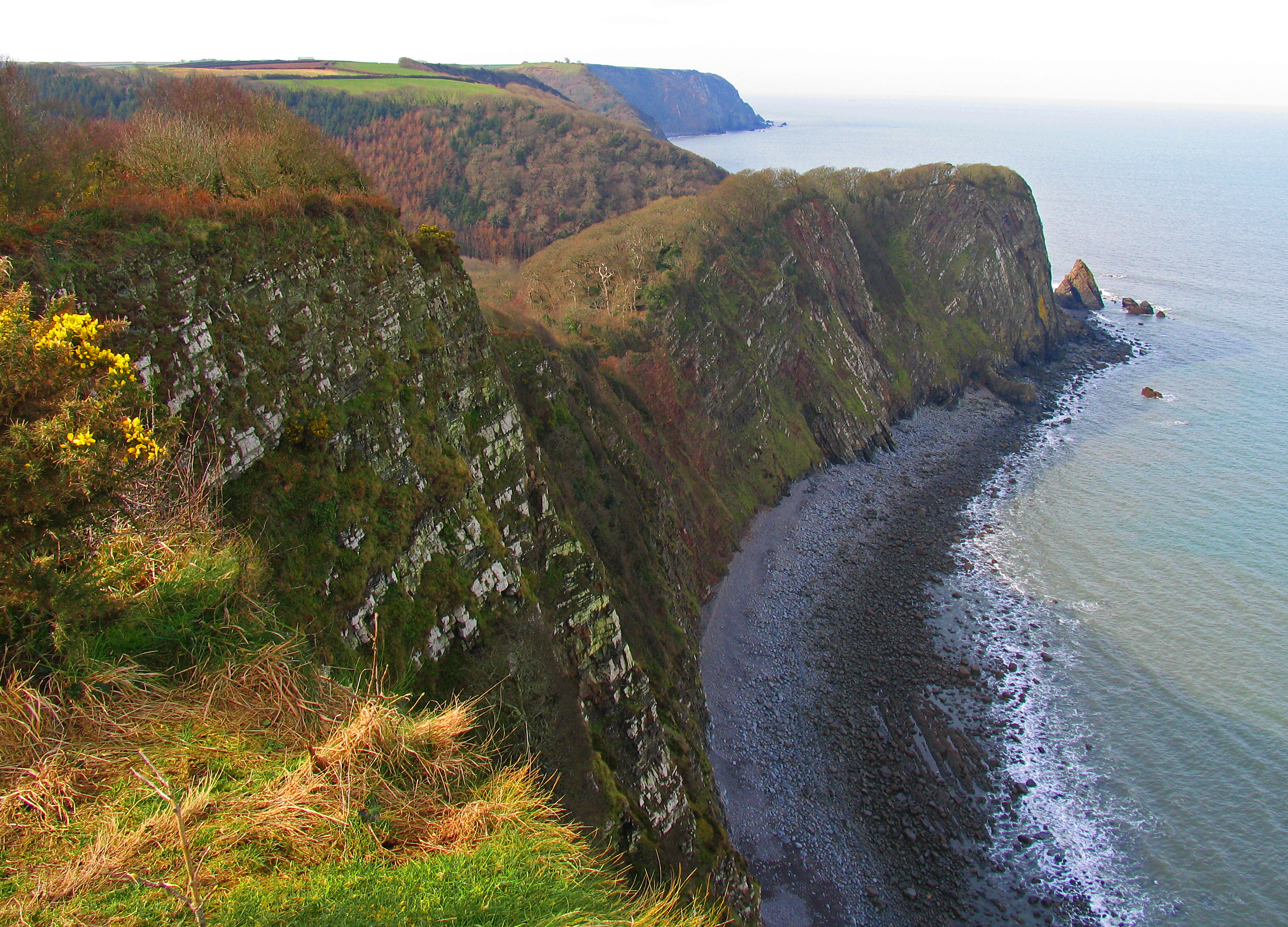
North Devon Coast

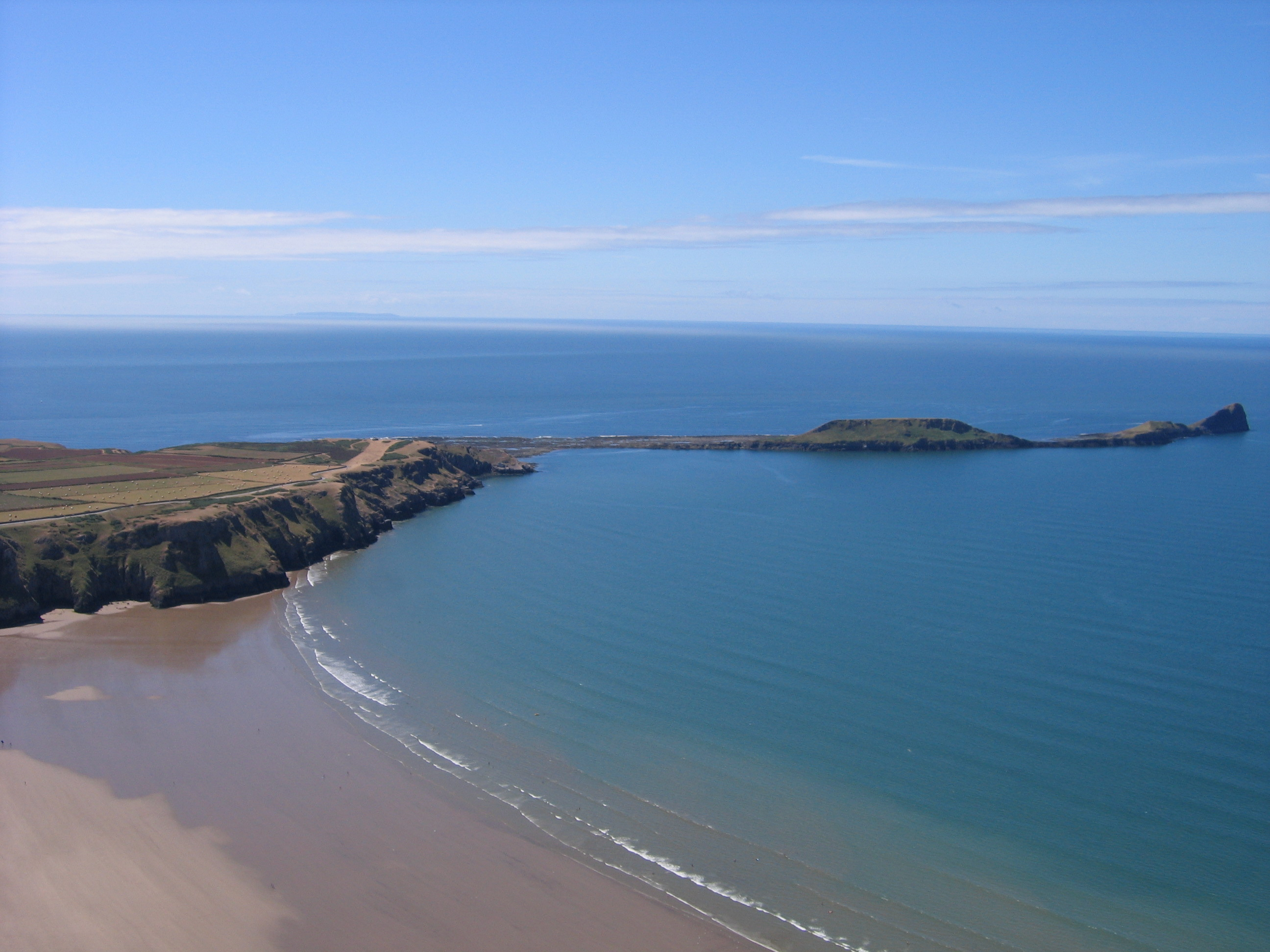
Gower / Gŵyr

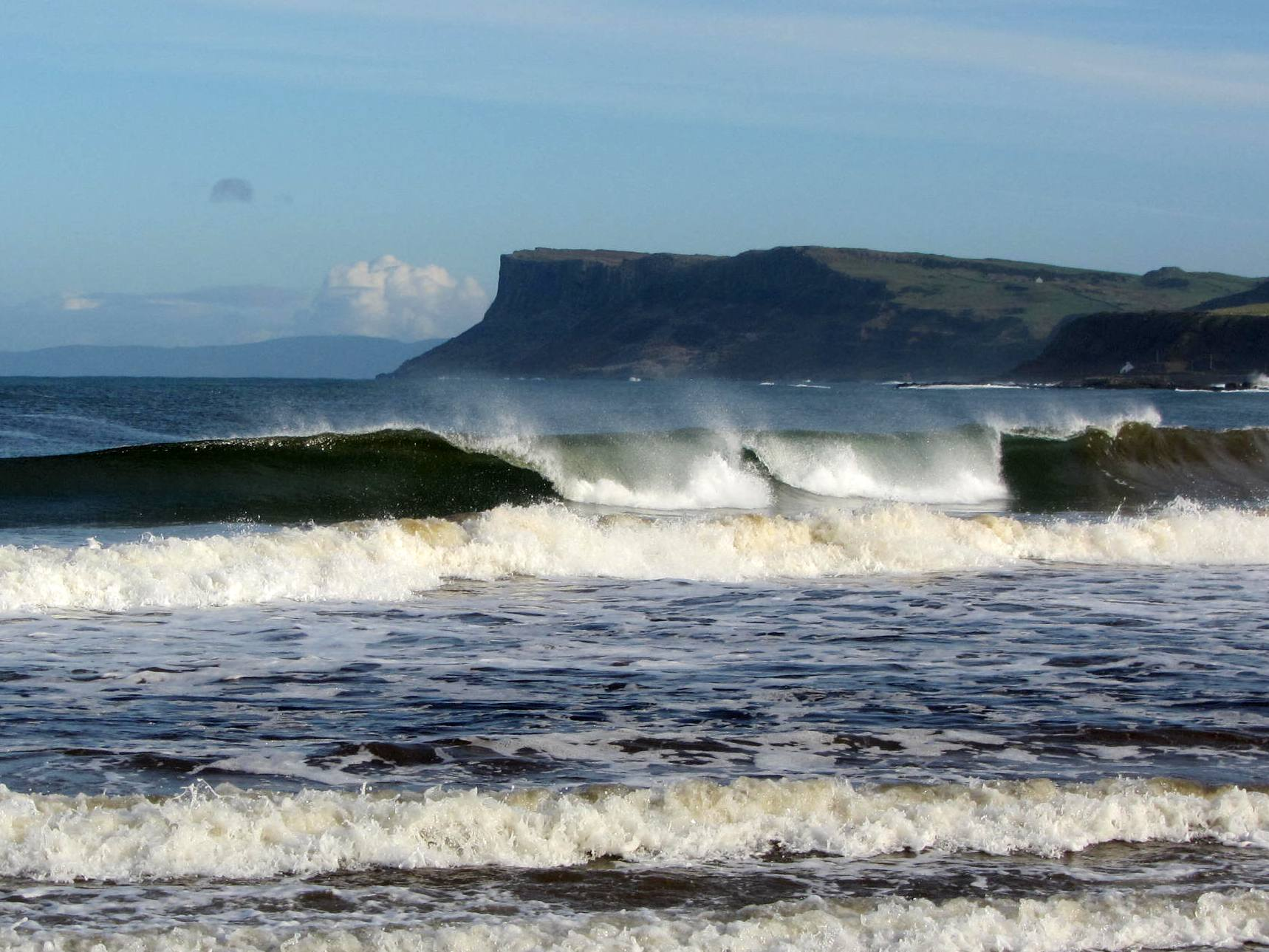
Antrim Coast

Een National Landscape (Welsh: Tirweddau Cenedlaethol)  (tot 2023: Area of Outstanding Natural Beauty, kortweg AONB, Welsh: Ardal o Harddwch Naturiol Eithriadol, AHNE) is een van de 46 gebieden in Engeland, Wales en Noord-Ierland, die door de overheid zijn erkend als streek met buitengewone natuurlijke schoonheid. In Schotland heeft men een soortgelijk concept National Scenic Area (NSA, Schots-Gaelisch: Sgìre Bòidhchead Nàiseanta (SBN)) (40 in totaal).
Deze speciale status is beschreven in de National Parks and Access to the Countryside Act 1949 (wet uit 1949 over nationale parken en toegang tot het platteland), en moet de kwaliteit van het landschap behoeden voor verval door nieuwbouw, aanleg van wegen enz.
De gebieden hebben dezelfde wettelijke bescherming als de nationale parken maar het verschil is dat ze geen bestuursorgaan hebben dat kan plannen en controleren. Hiervoor wordt er samengewerkt met de lokale overheid en gemeenschap.
De National Landscapes van Engeland en Wales samen vormen ongeveer 18% van het land. Het grootste National Landscape is het gebied van de Cotswolds, 2038 km², dat zich uitstrekt in onder meer West Oxfordshire en Gloucestershire. Het kleinste National Landscape is de Scilly-archipel, 16 km².
Nieuw voorgestelde gebieden zijn Erne Lakeland en Fermanagh Caveland, beide in Noord-Ierland.

## In Engeland
(National Landscape)
- Arnside and Silverdale
- Blackdown Hills
- Cannock Chase
- Chichester Harbour
- Chiltern Hills (Chilterns)
- Cornwall
- Cotswolds
- Cranborne Chase and West Wiltshire Downs
- Dedham Vale
- Dorset
- East Devon
- East Hampshire
- Forest of Bowland
- High Weald
- Howardian Hills
- Isle of Wight
- Isles of Scilly
- Kent Downs
- Lincolnshire Wolds
- Malvern Hills
- Mendip Hills
- Nidderdale
- Norfolk Coast
- North Devon Coast
- North Pennines
- Northumberland Coast
- North Wessex Downs
- Quantock Hills
- Shropshire Hills
- Solway Coast
- South Devon
- South Hampshire Coast
- Suffolk Coast and Heaths
- Surrey Hills
- Sussex Downs
- Tamar Valley

## In Wales
(National Landscape / Welsh: Tirweddau Cenedlaethol)
- Anglesey / Ynys Môn
- Clwydian Range and Dee Valley / Bryniau Clwyd a Dyffryn Dyfrdwy
- Gower / Gŵyr
- Lleyn / Llŷn
- Wye Valley / Dyffryn Gwy

## In Noord-Ierland
(National Landscape)
- Antrim Coast en Glens
- Causeway Coast
- Lagan Valley
- Lecale Coast
- Mourne Mountains
- North Derry
- Ring of Gullion
- Sperrins
- Strangford Lough